# Горбачёв, Афанасий Семёнович
Афанасий Семёнович Горбачёв (1919—1967) — старший сержант Рабоче-крестьянской Красной Армии, участник Великой Отечественной войны, Герой Советского Союза (1945).

## Биография
Афанасий Горбачёв родился 4 февраля 1919 года в селе Поныри Вторые (ныне — Поныровский район Курской области) в крестьянской семье. Окончил шесть классов школы, переехал в Москву, где работал связистом. В 1939 году Горбачёв был призван на службу в Рабоче-крестьянскую Красную Армию. С июня 1941 года — на фронтах Великой Отечественной войны. К январю 1945 года гвардии старший сержант Афанасий Горбачёв командовал отделением взвода связи 55-го гвардейского кавалерийского полка 15-й гвардейской кавалерийской дивизии 7-го гвардейского кавалерийского корпуса 1-го Белорусского фронта. Отличился во время освобождения Польши.
21 января 1945 года в ходе боя за город Пабьянице, несмотря на массированный вражеский огонь, Горбачёв восстановил связь между командным пунктом полка и подразделениями. В уличных боях также продолжал устранять разрывы кабеля, уничтожил несколько солдат противника.
Указом Президиума Верховного Совета СССР от 27 февраля 1945 года старший сержант Афанасий Горбачёв был удостоен высокого звания Героя Советского Союза с вручением ордена Ленина и медали «Золотая Звезда».
После окончания войны Горбачёв был демобилизован. Проживал и работал в Курске. Скончался 3 мая 1967 года.
Был также награждён орденом Красной Звезды и рядом медалей.